# Вейхерово
Вейхеро̀во (на полски: Wejherowo; на кашубски: Wejrowò, Nowé Miasto; на немски: Neustadt in Westpreussen, Weihersfrey) е град в Северна Полша, Поморско войводство. Административен център е на Вейхеровски окръг, както и на селската Вейхеровска община, без да е част от нея. Самият град е обособен в самостоятелна градска община с площ 25,53 км2. Към 2010 година населението му възлиза на 47 794 жители.

## Личности

### Родени в града
- Кинга Барановска, алпинистка